# Goran Rubil
Goran Rubil (Slavonski Brod, 9 marzo 1981) è un ex calciatore croato, di ruolo centrocampista.

## Statistiche

### Cronologia presenze e reti in nazionale
| Cronologia completa delle presenze e delle reti in nazionale ― Croazia under 21 | Cronologia completa delle presenze e delle reti in nazionale ― Croazia under 21 | Cronologia completa delle presenze e delle reti in nazionale ― Croazia under 21 | Cronologia completa delle presenze e delle reti in nazionale ― Croazia under 21 | Cronologia completa delle presenze e delle reti in nazionale ― Croazia under 21 | Cronologia completa delle presenze e delle reti in nazionale ― Croazia under 21 | Cronologia completa delle presenze e delle reti in nazionale ― Croazia under 21 | Cronologia completa delle presenze e delle reti in nazionale ― Croazia under 21 |
| Data                                                                            | Città                                                                           | In casa                                                                         | Risultato                                                                       | Ospiti                                                                          | Competizione                                                                    | Reti                                                                            | Note                                                                            |
| ------------------------------------------------------------------------------- | ------------------------------------------------------------------------------- | ------------------------------------------------------------------------------- | ------------------------------------------------------------------------------- | ------------------------------------------------------------------------------- | ------------------------------------------------------------------------------- | ------------------------------------------------------------------------------- | ------------------------------------------------------------------------------- |
| 26-3-2002                                                                       | Zaprešić                                                                        | Croazia under 21                                                                | 2 – 1                                                                           | Slovenia under 21                                                               | Amichevole                                                                      | -                                                                               |                                                                                 |
| 16-4-2002                                                                       | Karlovac                                                                        | Croazia under 21                                                                | 2 – 0                                                                           | Bosnia ed Erzegovina under 21                                                   | Amichevole                                                                      | 1                                                                               | 82’                                                                             |
| 7-5-2002                                                                        | Zaprešić                                                                        | Croazia under 21                                                                | 2 – 0                                                                           | Ungheria under 21                                                               | Amichevole                                                                      | -                                                                               |                                                                                 |
| 20-8-2002                                                                       | Lubiana                                                                         | Slovenia under 21                                                               | 1 – 0                                                                           | Croazia under 21                                                                | Amichevole                                                                      | -                                                                               | 76’                                                                             |
| 6-9-2002                                                                        | Vinkovci                                                                        | Croazia under 21                                                                | 3 – 1                                                                           | Estonia under 21                                                                | Qual. Europeo Under-21 2004                                                     | -                                                                               | cap. 15’ 28’                                                                    |
| 11-10-2002                                                                      | Sofia                                                                           | Bulgaria under 21                                                               | 1 – 3                                                                           | Croazia under 21                                                                | Qual. Europeo Under-21 2004                                                     | -                                                                               | cap. 50’                                                                        |
| 11-2-2003                                                                       | Sebenico                                                                        | Croazia under 21                                                                | 0 – 0                                                                           | Polonia under 21                                                                | Amichevole                                                                      | -                                                                               | cap. 90+2’                                                                      |
| 13-2-2003                                                                       | Pola                                                                            | Croazia under 21                                                                | 1 – 0                                                                           | Slovacchia under 21                                                             | Amichevole                                                                      | 1                                                                               | cap. 51’                                                                        |
| 9-9-2003                                                                        | Malines                                                                         | Belgio under 21                                                                 | 0 – 2                                                                           | Croazia under 21                                                                | Qual. Europeo Under-21 2004                                                     | -                                                                               |                                                                                 |
| 10-10-2003                                                                      | Zaprešić                                                                        | Croazia under 21                                                                | 0 – 1                                                                           | Bulgaria under 21                                                               | Qual. Europeo Under-21 2004                                                     | -                                                                               | cap.                                                                            |
| Totale                                                                          |                                                                                 | Presenze                                                                        | 10                                                                              |                                                                                 | Reti                                                                            | 2                                                                               |                                                                                 |

## Palmarès

### Club

#### Competizioni nazionali
- Campionato francese: 1

Nantes: 2000-2001
- Coppa di Francia: 2

Nantes: 1998-1999, 1999-2000
- Supercoppa francese: 1

Nantes: 1999
- Coppa di Croazia: 2

Rijeka: 2005-2006
Hajduk Spalato: 2009-2010